# Trachinotus baillonii
Trachinotus baillonii är en fiskart som först beskrevs av Lacepède, 1801.  Trachinotus baillonii ingår i släktet Trachinotus och familjen taggmakrillfiskar. Inga underarter finns listade i Catalogue of Life.